# Erpetonyx
Erpetonyx ist eine relativ basale Gattung der Parareptilien. Die Überreste der bislang einzigen beschriebenen Art, Erpetonyx arsenaultorum, entstammen der Cape-Egmont-Formation des jüngsten Oberkarbons (Gzheliums) von Prince Edward Island im Südosten Kanadas. Mit diesem Alter gilt Erpetonyx als das älteste zurzeit bekannte Parareptil und einer der ältesten bekannten Sauropsiden.

## Etymologie
Der Gattungsname Erpetonyx ist zusammengesetzt aus den altgriechischen Wörtern ἑρπετόν (h)erpeton ‚kriechendes Tier, Kriechtier, Reptil‘ und ὄνυξ onyx ‚Kralle‘, bedeutet folglich so viel wie „Reptilkralle“. Das Epithet der Typusart ehrt die Familie Arsenault in Prince County, Prince Edward Island, die das bislang einzige bekannte Exemplar entdeckte und aufsammelte.

## Merkmale
Der Holotyp von Erpetonyx arsenaultorum (ROM 55402) ist ein etwa 20 bis 25 cm langes, fast vollständiges und weitgehend im anatomischen Zusammenhang überliefertes Skelett. Der Schädel ist vor der Einbettung im Sediment nahezu komplett in seine Einzelteile zerfallen.
Als diagnostische Merkmale werden neben der eher geringen Körpergröße genannt: eine Anzahl von 29 Präsacralwirbeln (fünf Hals und 24 Rückenwirbel), teilweise ungewöhnlich kleine Handwurzelknochen, ein Winkel des distalen („unteren“) Ende des Femurs (Epicondylarwinkel) von 45° zur Längsachse des Knochens, ein relativ breites distales Ende des Metacarpale IV sowie kräftige, krallenartige terminale Phalangen mit ausgeprägtem Ansatzhöcker (Tuberkel) für den Flexormuskel.
Erpetonyx hat einen ursprünglichen, eidechsenartigen Habitus. Das Maxillare besaß mindestens 15 spitze, schwach gekrümmte Zähne. Die Zähne zeigen eine Fältelung des Dentins (als ‚Plicidentin‘ bezeichnet), wie sie vom Parareptil Colobomycter bekannt ist. Das Gebiss ist prinzipiell homodont, ohne caniniforme Zähne, wie sie bei einigen anderen basalen Amnioten vorkommen (siehe → Hylonomus und → Paleothyris). Das Gaumendach, einschließlich des Processus quadratus des Pterygoids, ist mit kleinen Dentikeln bestückt. Der als Supratemporale identifizierte Knochen weist an seinem hinteren Ende einen kleinen Fortsatz („Hörnchen“) auf.
Die Gesamtanzahl der Wirbel betrug ungefähr 90. Neben den 29 Präsacralwirbeln sind dies drei Sacralwirbel und ca. 60 Schwanzwirbel. Die Neuralbögen besitzen in dorsaler Ansicht eine auffällige sanduhrartige Form. Die Extremitäten sind prinzipiell sehr ähnlich denen anderer ursprünglicher Reptilien. So lässt das erhaltene Material auf eine Phalangenformel der Hand von 2-3-4-5-3[2] schließen.

## Systematik
Erpetonyx ist zwar das knapp älteste aber nicht das basalste Parareptil. Sie ist das Schwestertaxon der Bolosauriden, deren älteste Vertreter, Belebey augustodunensis aus dem erweiterten Karbon-Perm Grenzbereich des Autun-Beckens (Zentral-Frankreich) sowie Bolosaurus striatus und Bolosaurus traati aus dem untersten Perm (Asselium) von Nord-Texas (USA) bzw. der Komi-Republik (Russland), sich bis zur Entdeckung von Erpetonyx den Status des ältesten Parareptils teilten. Für die gemeinsame Klade von Bolosauridae (in der entsprechenden Analyse repräsentiert durch Belebey und Eudibamus) und Erpetonyx wurde der Name Bolosauria reaktiviert und neu definiert. Diese Bolosauria sind das basalste Taxon einer Procolophonomorpha genannten Klade, in der auch die „höheren“, mittel- und oberpermischen sowie triassischen Parareptilien, wie die Pareiasaurier und die Procolophoniden stehen.

## Bedeutung
Die Entdeckung von Erpetonyx bestätigt nunmehr sicher die aus den kladistischen Analysen der basalen Sauropsiden (= Reptilia im Sinne von Modesto & Anderson, 2004) abgeleitete Hypothese, dass Parareptilien, als Schwestergruppe der Eureptilien, bereits im Oberkarbon gelebt haben müssen. Die phylogenetische Stellung von Erpetonyx erhöht zudem die Anzahl der Ghost Lineages ins höchste Karbon innerhalb der Parareptilien auf vier: Mesosauridae, Millerosauria (Millerettidae + Eunotosaurus), Bolosauridae und Australothyris + Ankyramorpha (Procolophonidae, Pareiasauria etc.).